# Aššur-bél-kala
Aššur-bél-kala (dosl. [Bůh] Aššur, vládce všehomíra) byl král Asýrie v období přibližně mezi roky 1074–1056 př. n. l., syn krále Tiglatpilesara I. a bratr předchozího krále Ašaréd-apil-Ekura.
S bratrem vedl po smrti jejich otce po dva roky úporné boje o následnictví. Asi roku 1074 př. n. l. Ašaréd-apil-Ekur zahynul a Aššur-bél-kala se ujal vlády.

## Pochody ke Středozemnímu moři
Období jeho panování je charakterizováno řadou úspěšných vojenských kampaní. Na začátku své vlády Aššur-bel-kala vyrazil proti chetitskému královskému městu Karchemiš. Asyřané překročili (podle dochovaných nápisů "na vorech z kozí kůže") Eufrat, napadli a vyplenili město. Asyrská armáda dosáhla ve svých výpravách Středozemního moře, kde se Aššur-bel-kala ve městě Arwad nalodil a na moři lovil mořského koně. V královských záznamech je dále popsán jeho lov divokých býků v oblasti města Aratsikve na chetitském území.

## Tažení na sever

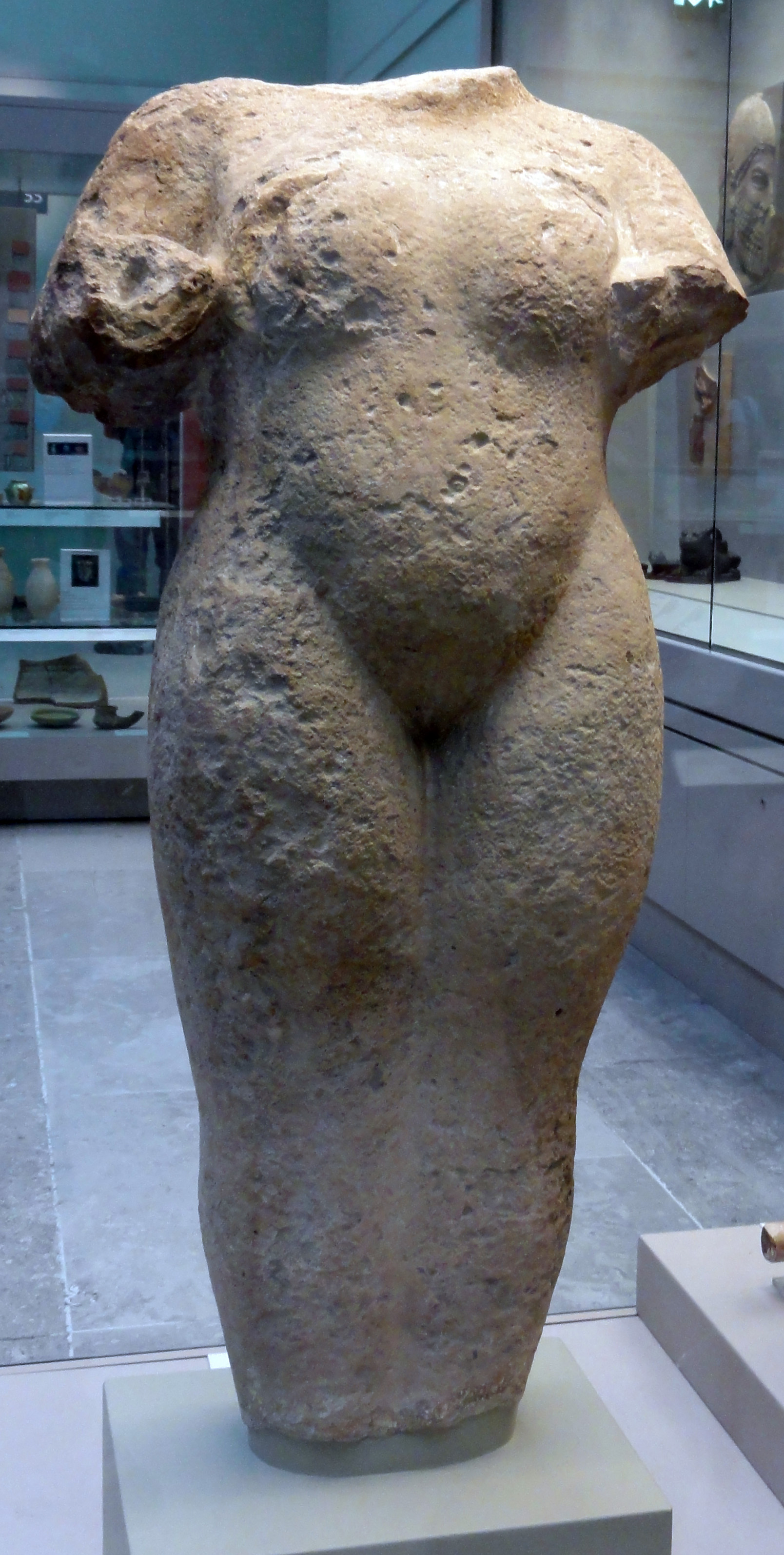
Socha nahé ženy, kterou vztyčil Aššur-bél-kala v chrámu bohyně Ištar v Ninive

Později Aššur-bel-kala podnikl několik kampaní proti zemím Urartu (Urartu v té době ještě neexistovalo jako jediná centralizovaná říše, ale bylo zde množství malých království), a to jak do oblastí, které pro Asýrii podmanil již Salmanassar I., tak do oblastí s tradiční vládou kmenových sdružení. Asyrská vojska se dostala na této vpravě až k jezeru Van.

## Odražení aramejské hrozby
Po celou svou vládu byl Aššur-bel-kala nucen vést válku proti aramejským kmenům. Téměř každý rok (někdy i několikrát za rok) proti nim podnikal vojenské výpravy. Dařilo se mu je porážet a vytěsnil je z rozsáhlých oblastí, přičemž uchvátil obrovskou kořist a tisíce vězňů. Přes veškeré úspěchy v bojích proti extrémně pohyblivým hordám kočovníků nedokázal dosáhnout úplného vítězství. Aramejci v jednom okamžiku dokonce dosáhli až k hradbám města Ninive. Byly odtud vyhnáni a přesunuli se na severovýchodní asyrskou hranici. Blízko Nasibinu se usadil jeden z nejaktivnějších aramejských kmenů – tamanité, kteří zde brzy založili několik autonomních státečků. Nejdůležitější z nich byl Bit Bahijani s hlavním městem Guzane. Vliv tohoto státu se rozšiřoval do údolí Baliha, Chabúru a na Horním Eufratu.

## Vztahy s Babylonií
Aby posílil svou pozici proti Aramejcům, kteří se stávali hrozbou i pro Babylonii, Aššur-bel-kala navštívil babylonského krále Marduk-Šapik-Zerimatiho ve městě Sippar a uzavřel s ním spojenectví. Po smrti Marduk-Šapik-Zerimatiho ale odjel Babylonii dobýt. Jeho kroniky vyprávějí o dobytí dvou měst v blízkosti města Dur-Kurigalzu a Asyřanům se podařilo zajmout místodržícího této oblasti Kadašman-Buriaše, syna guvernéra jménem Itti-Marduk-Balátu (neplést se jménem dávnějšího krále Itti-Marduk-Balátu). Poté Aššur-bél-kala dosadil do Babylonie Adad-Apla-Iddina jako vazalského krále. Je možné, že tento Adad-Apla-Iddina a sesazený gubernér této oblasti Kadašman-Buriaš byli bratři, protože i Adad-Apla-Iddinovi je připisován otec jménem Itti-Marduk-Balátu.
Pro upevnění vztahů s tímto novým babylonským králem Adad-Apla-Iddinou, kterého pravděpodobně sám na trůn dosadil, si Aššur-bél-kala vzal jeho dceru za manželku.
Aššur-bel-kala vládl 18 let a po jeho smrti se asyrského trůnu ujal jeho syn Eríba-Adad II.